# Sakkułowo
Sakkułowo (ros. Саккулово) – osiedle w Rosji, w obwodzie czelabińskim, w rejonie sosnowskim. W 2010 liczyło 1856 mieszkańców.